# Calamaria dominici
Calamaria dominici — вид змій родини полозових (Colubridae). Ендемік В'єтнаму. Описаний у 2019 році.

## Опис
Спина темна з неправильними жовтими плямами. Черево темне з невеликою кількістю жовтих плям і смужок. Хвіст відносно короткий (6,2% від загальної довжини), майже товстий, як тіло, трохи звужений і закінчується тупим кінчиком.

## Поширення і екологія
Calamaria dominici відомі з типової місцевості, розташованої в провінції Дакнонг. Голотип був знайдений у вічнозеленому первинному мішаному лісі. Змія була виявлена на лісовій стежці біля невеликого струмка, приблизно за 50 м від великого струмка.

## Етимологія
Вид названо на честь Домініка Т. Чарльза Скрівена (англ. Dominic T. Charles Scriven), засновника "Дикої природи під загрозою" (Wildlife at Risk (WAR)), за його внесок у збереження дикої природи у В'єтнамі.